# Catherine Tanvier
Catherine Tanvier, dite Cathy Tanvier, née le 28 mai 1965 à Toulouse, est une joueuse de tennis française, professionnelle du début des années 1980 et 1990, reconvertie dans la littérature.

## Biographie

### Carrière sportive
Surnommée « Borguette » en raison de ses allures de Suédoise et de son jeu de fond de court similaire à celui de Björn Borg, Catherine Tanvier remporte en 1982 le championnat de France en simple et en double et le tournoi junior de Wimbledon contre Helena Suková. Elle décroche en 1984 une médaille de bronze en simple aux Jeux olympiques de Los Angeles, épreuve alors réservée aux joueuses de moins de 21 ans. Elle est de nouveau championne de France en 1990.
À l'Open d'Australie 1983, elle élimine la championne Billie Jean King qui dispute son dernier match dans un tournoi du Grand Chelem. Lors du tournoi de Roland-Garros, elle se révèle en atteignant les huitièmes de finale en simple en battant Virginia Ruzici et les demi-finales en double avec Ivanna Madruga. Elle atteint également les huitièmes à Wimbledon en 1985, où elle bat la jeune Gabriela Sabatini (15 ans), puis à Roland-Garros en 1985 et à l'Open d'Australie de 1989 à 1991 où elle élimine Mary Joe Fernández la première fois. Elle joue la Coupe Hopman en 1991 avec Guy Forget où ils atteignent la demi-finale puis en 1996 avec Arnaud Boetsch.
Cathy Tanvier a gagné douze titres sur le circuit WTA pendant sa carrière dont onze en double dames. Elle a régulièrement représenté la France en Coupe de la Fédération de 1981 à 1988.
Elle met un terme à sa carrière après le tournoi de Wimbledon en 1992 puis revient brièvement en 1993 pour Roland-Garros. On retrouve sa trace dans quelques tournois WTA en 1995, puis à l'occasion de la Hopman Cup 1996. Elle a ensuite joué une quinzaine de tournois ITF en double, le dernier en 2000 en Grande-Bretagne.

### Après sa carrière sportive
En mai 2007, sept ans après avoir définitivement raccroché sa raquette, elle publie une autobiographie (Déclassée, de Roland-Garros au RMI), dans laquelle elle revient sur les péripéties de sa vie d'athlète de haut niveau et n'épargne personne : de la Fédération française de tennis, qui ne voit en ses joueuses que des « machines à gagner », à la WTA, « restée sourde à ses appels de détresse », en passant par les coaches qui « abusent des jeunes filles ». Outre ses problèmes familiaux et une tentative de suicide, elle explique enfin ses démêlés avec le fisc, lequel lui réclamerait 700 000 euros selon elle, soit la totalité de ce qu'elle aurait amassé en vingt ans de tennis. Alors RMiste, Cathy Tanvier vit avec sa mère, dans la région bordelaise.
Son premier roman, Le Tour de ma vie, une fiction largement inspirée de sa vie de joueuse de tennis professionnelle, paraît en juin 2008.
En 2010, elle joue le rôle principal dans Film Socialisme de Jean-Luc Godard.

## Palmarès

### Titre en simple dames
| No | Date       | Nom et lieu du tournoi        | Catégorie | Dotation | Surface      | Finaliste    | Score    |          |
| -- | ---------- | ----------------------------- | --------- | -------- | ------------ | ------------ | -------- | -------- |
| 1  | 11-07-1983 | Freiburg, Fribourg-en-Brisgau |           | 50 000 $ | Terre (ext.) | Laura Arraya | 6-4, 7-5 | Parcours |

### Finales en simple dames
| No | Date       | Nom et lieu du tournoi                        | Catégorie | Dotation  | Surface         | Vainqueure          | Score    |          |
| -- | ---------- | --------------------------------------------- | --------- | --------- | --------------- | ------------------- | -------- | -------- |
| 1  | 01-03-1982 | Avon Futures of Central Pennsylvania, Hershey | Futures   | 40 000 $  | Dur (int.)      | Andrea Temesvári    | 6-4, 6-2 | Parcours |
| 2  | 24-10-1983 | Porsche Grand Prix, Stuttgart                 |           | 150 000 $ | Dur (int.)      | Martina Navrátilová | 6-1, 6-2 | Parcours |
| 3  | 29-09-1986 | Hewlett-Packard Trophy, Hilversum             |           | 75 000 $  | Moquette (int.) | Helena Suková       | 6-2, 7-5 | Parcours |
| 4  | 17-02-1992 | Cesena Championships, Cesena                  | Tier V    | 100 000 $ | Moquette (int.) | Mary Pierce         | 6-1, 6-1 | Parcours |

### Titres en double dames
| No | Date       | Nom et lieu du tournoi                         | Catégorie | Dotation  | Surface         | Partenaire           | Finalistes                          | Score         |          |
| -- | ---------- | ---------------------------------------------- | --------- | --------- | --------------- | -------------------- | ----------------------------------- | ------------- | -------- |
| 1  | 01-02-1982 | Avon Futures of Utah Ogden                     | Futures   | 40 000 $  | Dur (int.)      | Iva Budařová         | Yvona Brzáková Marcela Skuherská    | 6-3, 6-2      | Parcours |
| 2  | 08-02-1982 | Avon Futures of California Bakersfield         | Futures   | 40 000 $  | Dur (ext.)      | Cláudia Monteiro     | Diane Desfor Barbara Hallquist      | 7-6, 2-6, 6-3 | Parcours |
| 3  | 12-07-1982 | Kim Cup Monte-Carlo                            | Series 3  | 100 000 $ | Terre (ext.)    | Virginia Ruzici      | Pat Medrado Cláudia Monteiro        | 7-6, 6-2      | Parcours |
| 4  | 02-08-1982 | US Clay Court Championships Indianapolis       | Series 5  | 150 000 $ | Terre (ext.)    | Ivanna Madruga-Osses | Joanne Russell Virginia Ruzici      | 7-5, 7-6      | Parcours |
| 5  | 04-11-1985 | Hewlett-Packard Trophy Hilversum               |           | 75 000 $  | Moquette (int.) | Marcella Mesker      | Sandra Cecchini Sabrina Goleš       | 6-2, 6-2      | Parcours |
| 6  | 05-05-1986 | International Championships of Spain Barcelone |           | 50 000 $  | Terre (ext.)    | Iva Budařová         | Petra Huber Petra Keppeler          | 6-2, 6-1      | Parcours |
| 7  | 11-07-1988 | Nice Open Nice                                 | Tier V    | 100 000 $ | Terre (ext.)    | Catherine Suire      | Isabelle Demongeot Nathalie Tauziat | 6-4, 4-6, 6-2 | Parcours |
| 8  | 18-07-1988 | Aix-en-Provence                                | Tier V    | 100 000 $ | Terre (ext.)    | Nathalie Herreman    | Sandra Cecchini Arantxa Sánchez     | 6-4, 7-5      | Parcours |
| 9  | 16-10-1989 | Open de La Côte Basque Bayonne                 | Tier V    | 100 000 $ | Dur (int.)      | Manon Bollegraf      | Elna Reinach Raffaella Reggi        | 7-6, 7-5      | Parcours |
| 10 | 24-09-1990 | Open Whirlpool-Ville de Bayonne Bayonne        | Tier V    | 100 000 $ | Moquette (int.) | Louise Field         | Jo-Anne Faull Rachel McQuillan      | 7-6, 6-7, 7-6 | Parcours |
| 11 | 17-02-1992 | Cesena Championships Cesena                    | Tier V    | 100 000 $ | Moquette (int.) | Catherine Suire      | Sabine Appelmans Raffaella Reggi    | Forfait       | Parcours |

### Finales en double dames
| No | Date       | Nom et lieu du tournoi                  | Catégorie  | Dotation  | Surface         | Vainqueures                        | Partenaire           | Score         |          |
| -- | ---------- | --------------------------------------- | ---------- | --------- | --------------- | ---------------------------------- | -------------------- | ------------- | -------- |
| 1  | 02-05-1983 | Italian Open Pérouse                    |            | 150 000 $ | Terre (ext.)    | Virginia Ruzici Virginia Wade      | Ivanna Madruga-Osses | 6-3, 2-6, 6-1 | Parcours |
| 2  | 04-07-1983 | Fila Europa Cup Hambourg                |            | 100 000 $ | Terre (ext.)    | Bettina Bunge Claudia Kohde-Kilsch | Ivanna Madruga-Osses | 7-5, 6-4      | Parcours |
| 3  | 24-10-1983 | Porsche Grand Prix Stuttgart            |            | 150 000 $ | Dur (int.)      | Martina Navrátilová Candy Reynolds | Virginia Ruzici      | 6-2, 6-1      | Parcours |
| 4  | 10-12-1984 | Pan Pacific Open Tokyo                  | VS Tour C4 | 250 000 $ | Moquette (int.) | Claudia Kohde-Kilsch Helena Suková | Elizabeth Smylie     | 6-4, 6-1      | Parcours |
| 5  | 13-05-1985 | German Open Berlin                      |            | 150 000 $ | Terre (ext.)    | Claudia Kohde-Kilsch Helena Suková | Steffi Graf          | 6-4, 6-1      | Parcours |
| 6  | 07-04-1986 | Family Circle Mag. Cup Hilton Head      |            | 200 000 $ | Terre (ext.)    | Chris Evert Anne White             | Steffi Graf          | 6-3, 6-3      | Parcours |
| 7  | 14-04-1986 | Sunkist/WTA Championships Amelia Island |            | 275 000 $ | Terre (ext.)    | Claudia Kohde-Kilsch Helena Suková | Gabriela Sabatini    | 6-2, 5-7, 7-6 | Parcours |
| 8  | 29-09-1986 | Hewlett-Packard Trophy Hilversum        |            | 75 000 $  | Moquette (int.) | Kathy Jordan Helena Suková         | Tine Scheuer-Larsen  | 7-5, 6-1      | Parcours |
| 9  | 20-10-1986 | Pretty Polly Classic Brighton           |            | 200 000 $ | Moquette (int.) | Steffi Graf Helena Suková          | Tine Scheuer-Larsen  | 6-4, 6-4      | Parcours |
| 10 | 18-05-1987 | European Open Genève                    |            | 100 000 $ | Terre (ext.)    | Betsy Nagelsen Elizabeth Smylie    | Laura Gildemeister   | 4-6, 6-4, 6-3 | Parcours |
| 11 | 19-10-1987 | Volvo Classic Brighton                  |            | 200 000 $ | Moquette (int.) | Kathy Jordan Helena Suková         | Tine Scheuer-Larsen  | 7-5, 6-1      | Parcours |
| 12 | 23-09-1991 | Open Whirlpool-Ville de Bayonne Bayonne | Tier IV    | 150 000 $ | Moquette (int.) | Patricia Tarabini Nathalie Tauziat | Rachel McQuillan     | 6-3, ab.      | Parcours |

## Parcours en Grand Chelem

### En simple dames
| Année | Open d'Australie (janvier) | Open d'Australie (janvier) | Internationaux de France | Internationaux de France | Wimbledon       | Wimbledon         | US Open         | US Open            | Open d'Australie (décembre) | Open d'Australie (décembre) |
| ----- | -------------------------- | -------------------------- | ------------------------ | ------------------------ | --------------- | ----------------- | --------------- | ------------------ | --------------------------- | --------------------------- |
| 1981  | n/a                        | n/a                        | -                        | -                        | -               | -                 | 2e tour (1/32)  | Kathy Jordan       | 1er tour (1/32)             | Sue Saliba                  |
| 1982  | n/a                        | n/a                        | 3e tour (1/16)           | Dana Gilbert             | 1er tour (1/64) | Leslie Allen      | 1er tour (1/64) | Tracy Austin       | 3e tour (1/8)               | Chris Evert                 |
| 1983  | n/a                        | n/a                        | 4e tour (1/8)            | Mima Jaušovec            | 1er tour (1/64) | Sherry Acker      | 2e tour (1/32)  | Pilar Vásquez      | 3e tour (1/8)               | Kathy Jordan                |
| 1984  | n/a                        | n/a                        | 3e tour (1/16)           | Hana Mandlíková          | 3e tour (1/16)  | Hana Mandlíková   | 2e tour (1/32)  | Catarina Lindqvist | 1er tour (1/32)             | Myriam Schropp              |
| 1985  | n/a                        | n/a                        | 3e tour (1/16)           | Martina Navrátilová      | 4e tour (1/8)   | Zina Garrison     | 1er tour (1/64) | Robin White        | -                           | -                           |
| 1986  | n/a                        | n/a                        | 1er tour (1/64)          | Carling Bassett          | 2e tour (1/32)  | Hana Mandlíková   | 2e tour (1/32)  | C. Kohde-Kilsch    | n/a                         | n/a                         |
| 1987  | -                          | -                          | 1er tour (1/64)          | Martina Navrátilová      | 3e tour (1/16)  | Raffaella Reggi   | 1er tour (1/64) | Betsy Nagelsen     | n/a                         | n/a                         |
| 1988  | 3e tour (1/16)             | Hana Mandlíková            | 4e tour (1/8)            | Arantxa Sánchez          | 3e tour (1/16)  | Gabriela Sabatini | 1er tour (1/64) | Laura Garrone      | n/a                         | n/a                         |
| 1989  | 4e tour (1/8)              | Helena Suková              | 2e tour (1/32)           | Katerina Maleeva         | 3e tour (1/16)  | M.J. Fernández    | 1er tour (1/64) | Anne Minter        | n/a                         | n/a                         |
| 1990  | 4e tour (1/8)              | Zina Garrison              | 1er tour (1/64)          | Natasha Zvereva          | 3e tour (1/16)  | Gabriela Sabatini | -               | -                  | n/a                         | n/a                         |
| 1991  | 4e tour (1/8)              | Monica Seles               | 1er tour (1/64)          | Shaun Stafford           | -               | -                 | -               | -                  | n/a                         | n/a                         |
| 1992  | 1er tour (1/64)            | Sabine Hack                | -                        | -                        | 1er tour (1/64) | Naoko Sawamatsu   | -               | -                  | n/a                         | n/a                         |

À droite du résultat, l’ultime adversaire.

### En double dames
| Année | Open d'Australie (janvier)   | Open d'Australie (janvier) | Internationaux de France      | Internationaux de France   | Wimbledon                    | Wimbledon                | US Open                       | US Open                   | Open d'Australie (décembre)  | Open d'Australie (décembre) |
| ----- | ---------------------------- | -------------------------- | ----------------------------- | -------------------------- | ---------------------------- | ------------------------ | ----------------------------- | ------------------------- | ---------------------------- | --------------------------- |
| 1980  | n/a                          | n/a                        | -                             | -                          | -                            | -                        | -                             | -                         | 1/4 de finale Sophie Amiach  | Rosie Casals W. Turnbull    |
| 1981  | n/a                          | n/a                        | -                             | -                          | -                            | -                        | -                             | -                         | 1er tour (1/16) Eva Pfaff    | Chris O'Neil Mimi Wikstedt  |
| 1982  | n/a                          | n/a                        | 1/4 de finale I. Madruga      | M. L. Piatek Sharon Walsh  | 2e tour (1/16) Kate Latham   | K. Horvath Virginia Wade | -                             | -                         | 2e tour (1/8) Helena Suková  | Kohde-Kilsch Eva Pfaff      |
| 1983  | n/a                          | n/a                        | 1/2 finale I. Madruga         | Kathy Jordan Anne Smith    | 3e tour (1/8) A. Temesvári   | Jo Durie Anne Hobbs      | -                             | -                         | 1er tour (1/16) Kohde-Kilsch | Ilana Kloss H. Ludloff      |
| 1984  | n/a                          | n/a                        | -                             | -                          | 3e tour (1/8) Chris Evert    | S. Cherneva L. Savchenko | 3e tour (1/8) Tine Scheuer    | Navrátilová Pam Shriver   | 2e tour (1/8) Jo Durie       | Anne Minter E. Minter       |
| 1985  | n/a                          | n/a                        | 1er tour (1/32) C. Bassett    | Beth Herr Terry Phelps     | 3e tour (1/8) P. Paradis     | V. Ruzici A. Temesvári   | -                             | -                         | -                            | -                           |
| 1986  | n/a                          | n/a                        | 2e tour (1/16) I. Madruga     | I. Demongeot N. Tauziat    | 1/4 de finale E. Smylie      | Navrátilová Pam Shriver  | 2e tour (1/16) L. Drescher    | Kathy Jordan E. Smylie    | n/a                          | n/a                         |
| 1987  | -                            | -                          | 1er tour (1/32) H. Mandlíková | K. Skronská M. Jaggard     | 1er tour (1/32) Jo Durie     | P. Tarabini Neige Dias   | 1er tour (1/32) Sandy Collins | B. Gerken Elly Hakami     | n/a                          | n/a                         |
| 1988  | 3e tour (1/8) C. Suire       | Navrátilová Pam Shriver    | 1/4 de finale C. Suire        | Steffi Graf G. Sabatini    | 2e tour (1/16) Helen Kelesi  | Jana Novotná C. Suire    | 2e tour (1/16) A. Sánchez     | C. Lindqvist Tine Scheuer | n/a                          | n/a                         |
| 1989  | 1/4 de finale C. Porwik      | Patty Fendick Hetherington | 1/4 de finale Tine Scheuer    | Steffi Graf G. Sabatini    | 1er tour (1/32) Tine Scheuer | Penny Barg Ronni Reis    | 1er tour (1/32) Tine Scheuer  | M. Bollegraf Mercedes Paz | n/a                          | n/a                         |
| 1990  | 3e tour (1/8) I. Demongeot   | Patty Fendick MJ Fernández | 1er tour (1/32) I. Demongeot  | Jana Novotná Helena Suková | 1er tour (1/32) I. Demongeot | Steffi Graf G. Sabatini  | -                             | -                         | n/a                          | n/a                         |
| 1991  | 1er tour (1/32) R. McQuillan | Zina Garrison Pam Shriver  | 3e tour (1/8) R. McQuillan    | MJ Fernández Zina Garrison | -                            | -                        | -                             | -                         | n/a                          | n/a                         |
| 1992  | 2e tour (1/16) A. Strnadová  | M. Maleeva                 | -                             | -                          | -                            | -                        | -                             | -                         | n/a                          | n/a                         |
| 1993  | -                            | -                          | 1er tour (1/32) K. Nagatsuka  | Ann Grossman Patricia Hy   | -                            | -                        | -                             | -                         | n/a                          | n/a                         |

Sous le résultat, la partenaire ; à droite, l’ultime équipe adverse.

### En double mixte
| Année | Open d'Australie             | Open d'Australie        | Internationaux de France    | Internationaux de France   | Wimbledon                    | Wimbledon                  | US Open                      | US Open                  |
| ----- | ---------------------------- | ----------------------- | --------------------------- | -------------------------- | ---------------------------- | -------------------------- | ---------------------------- | ------------------------ |
| 1983  | n/a                          | n/a                     | 2e tour (1/16) Rick Meyers  | Zina Garrison Jaime Fillol | 3e tour (1/8) Chris Lewis    | Kathy Jordan Tom Gullikson | -                            | -                        |
| 1984  | n/a                          | n/a                     | 2e tour (1/16) D. Bedel     | C. Reynolds M. Fancutt     | 2e tour (1/16) Peter Rennert | Sharon Walsh T. Giammalva  | 2e tour (1/16) Brad Drewett  | Y. Vermaak Brian Levine  |
| 1985  | n/a                          | n/a                     | 1/2 finale Mike Bauer       | Paula Smith F. González    | 3e tour (1/8) Mike Bauer     | W. Turnbull John Lloyd     | -                            | -                        |
| 1986  | n/a                          | n/a                     | 2e tour (1/16) M. Kratzmann | Beth Herr Jorge Lozano     | -                            | -                          | 1er tour (1/16) M. Kratzmann | Zina Garrison M. Freeman |
| 1988  | 2e tour (1/8) Jérôme Potier  | Jana Novotná Jim Pugh   | 3e tour (1/8) Alberto Tous  | C. Jolissaint Jim Pugh     | -                            | -                          | -                            | -                        |
| 1990  | -                            | -                       | 2e tour (1/16) M. Bahrami   | C. Suire O. Delaitre       | 1er tour (1/32) M. Bahrami   | Sandy Collins Van Emburgh  | -                            | -                        |
| 1991  | -                            | -                       | 2e tour (1/16) M. Bahrami   | Carin Bakkum Bret Garnett  | -                            | -                          | -                            | -                        |
| 1992  | 1er tour (1/16) Daniel Vacek | Robin White Scott Davis | -                           | -                          | -                            | -                          | -                            | -                        |

Sous le résultat, le partenaire ; à droite, l’ultime équipe adverse.

## Parcours aux Jeux olympiques

### En simple dames
| # | Date       | Nom de l'olympiade        | Surface    | Résultat | Ultime adversaire | Score   |          |
| - | ---------- | ------------------------- | ---------- | -------- | ----------------- | ------- | -------- |
| 1 | 06/08/1984 | Olympic Games Los Angeles | Dur (ext.) | Bronze   | Raffaella Reggi   | Partage | Parcours |

## Parcours en Coupe de la Fédération
| #                                                                        | Date       | Lieu      | Surface                           | Gagnante(s)                        | Perdante(s)                       | Score         |          |
|                                                                          |            |           |                                   |                                    |                                   |               |          |
| 1981 - 1er tour (groupe mondial) - Canada - France - 0 : 3               |            |           |                                   |                                    |                                   |               |          |
| 1                                                                        | 09/11/1981 | Tokyo     | Terre (ext.)                      | Catherine Tanvier                  | Karen Dewis                       | 6-3, 6-4      | Parcours |
|                                                                          |            |           |                                   |                                    |                                   |               |          |
| 1981 - 2e tour (groupe mondial) - Grande-Bretagne - France - 3 : 0       |            |           |                                   |                                    |                                   |               |          |
| 2                                                                        | 09/11/1981 | Tokyo     | Terre (ext.)                      | Virginia Wade                      | Catherine Tanvier                 | 6-2, 6-3      | Parcours |
| 2                                                                        | 09/11/1981 | Tokyo     | Terre (ext.)                      | Sue Barker Virginia Wade           | Sophie Amiach Catherine Tanvier   | 5-7, 6-1, 6-2 | Parcours |
|                                                                          |            |           |                                   |                                    |                                   |               |          |
| 1983 - 1er tour (groupe mondial) - Argentine - France - 2 : 1            |            |           |                                   |                                    |                                   |               |          |
| 3                                                                        | 18/07/1983 | Zurich    | Terre (ext.)                      | Catherine Tanvier                  | Ivanna Madruga-Osses              | 6-3, 6-3      | Parcours |
| 3                                                                        | 18/07/1983 | Zurich    | Terre (ext.)                      | Emilse Raponi Ivanna Madruga-Osses | Catherine Tanvier Corinne Vanier  | 6-4, 6-3      | Parcours |
|                                                                          |            |           |                                   |                                    |                                   |               |          |
| 1984 - 1er tour (groupe mondial) - France - Pays-Bas - 2 : 1             |            |           |                                   |                                    |                                   |               |          |
| 4                                                                        | 16/07/1984 | São Paulo | Terre (ext.)                      | Catherine Tanvier                  | Simone Schilder                   | 6-2, 6-3      | Parcours |
| 4                                                                        | 16/07/1984 | São Paulo | Terre (ext.)                      | Catherine Suire Catherine Tanvier  | Digna Ketelaar Simone Schilder    | 6-3, 6-1      | Parcours |
|                                                                          |            |           |                                   |                                    |                                   |               |          |
| 1984 - 2e tour (groupe mondial) - France - Danemark - 3 : 0              |            |           |                                   |                                    |                                   |               |          |
| 5                                                                        | 16/07/1984 | São Paulo | Terre (ext.)                      | Catherine Tanvier                  | Tine Scheuer-Larsen               | 6-4, 6-4      | Parcours |
| 5                                                                        | 16/07/1984 | São Paulo | Terre (ext.)                      | Catherine Suire Catherine Tanvier  | Anne Moller Tine Scheuer-Larsen   | 6-4, 6-4      | Parcours |
|                                                                          |            |           |                                   |                                    |                                   |               |          |
| 1984 - 1/4 de finale (groupe mondial) - France - Tchécoslovaquie - 0 : 3 |            |           |                                   |                                    |                                   |               |          |
| 6                                                                        | 16/07/1984 | São Paulo | Terre (ext.)                      | Hana Mandlíková                    | Catherine Tanvier                 | 6-3, 6-4      | Parcours |
| 6                                                                        | 16/07/1984 | São Paulo | Terre (ext.)                      | Iva Budařová Marcela Skuherská     | Catherine Suire Catherine Tanvier | 4-6, 6-1, 6-3 | Parcours |
|                                                                          |            |           |                                   |                                    |                                   |               |          |
| 1986 - 1er tour (groupe mondial) - France - Suède - 3 : 0                |            |           |                                   |                                    |                                   |               |          |
| 7                                                                        | 22/07/1986 | Prague    | Terre (ext.)                      | Catherine Tanvier                  | Catarina Lindqvist                | 4-6, 6-2, 6-0 | Parcours |
|                                                                          |            |           |                                   |                                    |                                   |               |          |
| 1986 - 2e tour (groupe mondial) - France - Bulgarie - 1 : 2              |            |           |                                   |                                    |                                   |               |          |
| 8                                                                        | 22/07/1986 | Prague    | Terre (ext.)                      | Manuela Maleeva                    | Catherine Tanvier                 | 6-0, 6-1      | Parcours |
|                                                                          |            |           |                                   |                                    |                                   |               |          |
| 1988 - 1er tour (groupe mondial) - Japon - France - 0 : 3                |            |           |                                   |                                    |                                   |               |          |
| 9                                                                        | 05/12/1988 | Melbourne |                                   | Catherine Tanvier                  | Etsuko Inoue                      | 6-3, 6-3      | Parcours |
| 9                                                                        | 05/12/1988 | Melbourne | Catherine Suire Catherine Tanvier | Etsuko Inoue Akiko Kijimuta        | 6-4, 7-64                         |               | Parcours |
|                                                                          |            |           |                                   |                                    |                                   |               |          |
| 1988 - 2e tour (groupe mondial) - Allemagne de l'Ouest - France - 3 : 0  |            |           |                                   |                                    |                                   |               |          |
| 10                                                                       | 05/12/1988 | Melbourne |                                   | Claudia Kohde-Kilsch               | Catherine Tanvier                 | 7-5, 6-4      | Parcours |

## Classements WTA en fin de saison

### En simple
| Année | 1983 | 1984 | 1985 | 1986 | 1987 | 1988 | 1989 | 1990 | 1991 | 1992 | 1993 | 1994 | 1995 |
| Rang  | 39   | 30   | 39   | 37   | 96   | 77   | 65   | 99   | 111  | 96   | 765  | 475  | 535  |

Source : (en) « Classements de Catherine Tanvier », sur le site officiel du WTA Tour

### En double
| Année | 1986 | 1987 | 1988 | 1989 | 1990 | 1991 | 1992 | 1993 | 1994 | 1995 |
| Rang  | 16   | 35   | 34   | 60   | 50   | 32   | 111  | 757  | -    | 239  |

Source : (en) « Classements de Catherine Tanvier », sur le site officiel du WTA Tour

## Filmographie
- 2010 : Film Socialisme de Jean-Luc Godard : la mère